# 高橋哲哉 (ゲーム製作者)
高橋 哲哉（たかはし てつや、1966年11月18日 - ）は、日本のゲームクリエイター。モノリスソフト取締役。静岡県出身。

## 来歴
学生時代に日本ファルコムのPCゲーム『ザナドゥ』に出会い、ゲーム業界に興味を持ち、1988年に日本ファルコムへ入社。ゲームデザイナーとして働き始める。『スタートレーダー』『ドラゴンスレイヤー英雄伝説』でグラフィックデザイナーを担当。この時、のちに『ゼノギアス』『ゼノサーガ』のキャラクターデザインを担当する田中久仁彦も同社の正社員として共にキャラクターデザイナーを担当していた。その後も、『ダイナソア』のキャラクターデザインを両名で担当した。
その後1990年にスクウェア（後のスクウェア・エニックス）へ移籍。『FFIV』『FFV』『FFVI』でグラフィックデザインなどを担当した。その他のゲームにも主にグラフィックを中心に参加した。後の妻、田中香（後の嵯峨空哉）もスクウェアで主にグラフィックを担当していた（現在はフリーランス）。
1995年頃、高橋も『FFVII』プロジェクトに参加し企画案を練る。『FFVII』としては採用されなかったものの構想は当時の副社長である坂口博信に評価され、別ラインで作ってみないかと提案される。そのあと『FFVII』のチームから抜け、旧・通称聖剣班（後の第3開発事業部）をメインに『クロノ・トリガー』の続編を作るべく組まれた『クロノ・トリガー2』チームにて、ゲームデザイナーとして初ディレクター・脚本として総指揮をすることになった。ただし旧『聖剣』班の多数は旧『サガ』班と共に『サガ フロンティア』チームに参加している（『クロノ・クロス』参照）。『クロノ・トリガー2』チームは後に『ゼノギアス』チームとなった。
『ゼノギアス』がミリオンヒットとなれば続編の製作後がスクウェアに承認されるはずだったが、僅かに届かず、翌年1999年にスクウェアを退社。同年10月にナムコ（後のバンダイナムコゲームス）の出資を受け、杉浦博英や本根康之らと共に子会社モノリスソフトを設立、移籍した。この頃の概要は嵯峨が当時設置していたウェブサイトで見られた。
モノリスソフトでディレクター・総指揮・脚本として『ゼノサーガ エピソードI［力への意志］』を製作。2003年5月に新しい体制が敷かれ、取締役というポストへ異動した。若手クリエイター育成のため、『エピソードII』からはディレクター職を新井考に、シナリオを米坂典彦に交代し、原案・監修という役割で製作に関わっており、開発初期においてプロット原稿を書き上げて『エピソードIII』の執筆に入るなど一線引いたポジションに立っていた。
『ソーマブリンガー』では初のプロデューサーを務めた。『ゼノブレイド』では『ゼノサーガ エピソードI』以来、実に8年ぶりに監督を務め、以降のゼノブレイドシリーズにおいては以前のような一歩引いた立場ではなく、総監督・脚本として再び開発の指揮を執っている。
自身が生み出した作品のタイトルには「ゼノ」という記号を用いる。ギアス、サーガ、ブレイドと発売されたこれらゼノシリーズはいずれも発売元が異なり世界観の明確な繋がりは無いが、幾つかの共通する単語や連想させる要素は盛り込まれている。

## 人物
趣味は読書（主にSF小説）と映画鑑賞。好きなSF作家は神林長平。
幼少期に影響を受けた作品は『キャプテンウルトラ』と『ウルトラセブン』『サンダーバード』などで、空想特撮作品で、少し成長した後は『スタートレック』『スター・ウォーズ』を映画館で一日中観て過ごす事もあったという。
機械いじりも好きで家電製品を分解してしまい、父親に怒られた事もあったと語っている。
2010年6月の時点で二児の父親になっていることが、ゼノブレイドのインタビューにて明かされている。

## 製作に関わった主な作品リスト
太字は妻・田中香が関わった作品。
- ゼノシリーズ
  - ゼノギアス：ディレクター・脚本・フェイス着彩・エピローグBGM作詞・群衆の声（1998年）
  - ゼノサーガシリーズ
    - ゼノサーガ エピソードI［力への意志］：ディレクター・脚本・主題歌、挿入歌作詞（2002年）
    - ゼノサーガ エピソードII［善悪の彼岸］：原案・監修（2004年）
    - Xenosaga Pied Piper：シナリオ原案（2004年）
    - ゼノサーガI・II：原案・監修（2006年）
    - ゼノサーガ エピソードII to III a missing year：原案・監修（2006年）
    - ゼノサーガ エピソードIII［ツァラトゥストラはかく語りき］：原案・監修（2006年）

  - ゼノブレイドシリーズ
    - ゼノブレイド：総監督・企画・原案・脚本・エンディングテーマ作詞（2010年）
    - ゼノブレイドクロス：総監督・原案（2015年）
    - ゼノブレイド2：総監督・企画・原案・脚本・作詞（2017年）
    - ゼノブレイド2 黄金の国イーラ：総監督・企画・原案・脚本（2018年）
    - ゼノブレイド3：総監督（2022年）

- スタートレーダー：グラフィックデザイン（1989年）
- イースIII：モンスターグラフィックス（1989年）
- ドラゴンスレイヤー英雄伝説：グラフィックデザイン（1989年）
- ダイナソア：グラフィックデザイン（1990年）
- ファイナルファンタジーIV：バトルグラフィックデザイン（1991年）
- ロマンシング サ・ガ：フィールドマップデザイン（1992年）
- ファイナルファンタジーV：フィールドグラフィックデザイン（1992年）
- ファイナルファンタジーVI：グラフィックディレクター（1994年）
- FRONT MISSION：グラフィックデザイン（1995年）
- クロノ・トリガー：グラフィックディレクター（1995年）
- NAMCO x CAPCOM：スペシャルサンクス（2005年）
- ソーマブリンガー：プロデューサー・イメージソング作詞（2008年）
- 無限のフロンティア スーパーロボット大戦OGサーガ：スペシャルサンクス（2008年）
- PROJECT X ZONE：スペシャルサンクス（2012年）
- 大乱闘スマッシュブラザーズ for Nintendo 3DS / Wii U：シニアスーパーバイザー（2014年）